# Moscova nu crede în lacrimi
Moscova nu crede în lacrimi (în rusă Москва слезам не верит) este un film rusesc din anul 1980, care a câștigat Premiul Oscar pentru cel mai bun film străin în 1981. A fost regizat de Vladimir Menșov, actrița din rolul principal, Vera Alentova, este soția sa.

## Rezumat
Moscova nu crede în lacrimi are acțiunea în capitala Uniunii Sovietice de la sfârșitul anilor 1950 până la sfârșitul anilor 1970. Filmul relatează povestea a trei fete provinciale care vin la Moscova. Acestea iau în chirie aceeași cameră într-un cămin și în cele din urmă devin prietene.
Katerina (Vera Alentova) se străduiește să-și ia doctoratul și, de asemenea, lucrează din greu la o fabrică. Ea locuiește în apartamentul unor rude bogate din Moscova pentru o vreme, iar prietena sa Ludmila (Irina Muraviova) o convinge să pretindă că sunt fiicele unui profesor bogat pentru a seduce moscoviți inteligenți și bogați. La o petrecere organizată de Ludmila în apartament, Katerina se întâlnește cu un bărbat, Rudolf (Iurie Vasiliev), care lucrează pe post de cameraman la un canal de televiziune. Acesta, până la urmă, o obligă pe Katerina să se culce cu el, lăsând-o însărcinată. Rudolf refuză să se căsătorească cu ea sau să recunoască că este copilul său. Din această cauză Katerina rămâne singură cu un copil - mama lui Rudolf îi spune să-i lase fiul în pace și-i oferă și bani în acest scop, dar Katerina refuză.

## Premii obținute
Filmul Moscova nu crede în lacrimi a fost distins cu următoarele premii:
- Premiul Oscar pentru cel mai bun film străin (1981)
- Premiul de Stat al URSS (1981)

## Distribuție
- Vera Alentova - Katerina Tihomirova
- Irina Muraviova - Ludmila
- Raisa Reazanova - Antonina
- Aleksei Batalov - Goșa
- Aleksandr Fatiușin - Serghei Gurin
- Boris Smorhov - Nikolai
- Viktor Uralski - tatăl lui Nikolai
- Valentina Ușakova - mama lui Nikolai
- Iuri Vasiliev - Rodion Racikov
- Evghenia Hanaieva - mama lui Racikov
- Zoia Fiodorova - portăreasa
- Natalia Vavilova - Aleksandra
- Lia Akhedzhakova - Olga Pavlovna, directoarea clubului
- Oleg Tabakov - Vladimir, iubitul Katrinei
- Vladimir Basov - Anton Kruglov

## Melodii din film
- „Besame Mucho” (Sărută-mă), compozitor C. Velasquez - interpretată de Luis Alberto del Paraná și formația Los Paraguayos [4]
- „Daddy Cool” interpretată de Boney M.
- „Alexandra” ("Александра") de Serghei Nikitin și Tatiana Nikitin
- „Dialog la pomul de craciun” ("Диалог у новогодней елки") de Serghei și Tatiana Nikitin
- „Hai să fumăm” ("Давай закурим") de Klavdia Shulzhenko

## Colectiv de producție
- Scenarist - Valentin Cernîh
- Regizor - Vladimir Menșov

## Lansare
A fost lansat în anul 1980 și a avut parte de mare succes comercial, fiind vizionat de 84,5 milioane de spectatori în cinematografele din Uniunea Sovietică, ceea ce-l plasează pe locul 2 în topul celor mai vizionate filme sovietice după Pirații secolului XX (1980), care a atras 87,6 de milioane de spectatori.